# 聖尼古拉教堂 (馬夫羅沃)
聖尼古拉教堂，是位於北馬其頓馬夫羅沃的廢棄教堂，已被馬夫羅沃湖淹沒。教堂建於1850年，曾為馬夫羅沃村的信仰中心，教堂內的聖像由迪喬·佐格拉夫（Dicho Zograf）繪製。1953年，教堂伴隨馬夫羅沃水力發電廠和馬夫羅沃人工湖興建而被湖水淹沒，僅於夏季枯水期間可由陸路進入教堂。
教堂本體長時間浸泡於水中，內部損毀嚴重，屋頂亦完全坍塌，然仍保留包括鐘樓在內的基本建築結構。《哈芬登郵報》將聖尼古拉教堂列入2013年發布的廢棄教堂名單。

## 建造
聖尼古拉教堂於1850年由馬夫羅沃當地的建築工人動工興建，並於1857年竣工。使用的建材包括大理石和花崗岩，聖幛和聖像畫主要由德巴爾藝術學派（Debar Art School）畫家迪喬·佐格拉夫（Dicho Zograf）繪製，部分則由馬萊蒂·博日諾夫（Maletij Bozhinov）完成。教堂本體主要由五邊形後殿、鐘樓和聖幛構成。

## 淹沒
1952年底，馬夫羅沃人工湖及附屬的水力發電廠動土興建。位於預定淹沒區內的聖尼古拉教堂配合工程進行，將聖像和其他宗教物品被轉移至他處存放，然而在淹沒的過程中，部分原定遷移的物件，包括木製聖像屏、部分聖像畫、書籍等宗教物品未能依計畫移出而被遺留於教堂內，後才被取出修復。1953年，聖尼古拉教堂被湖水淹沒。在此後數年，教堂結構因湖水水位的週期性升降而呈現出部分沒入或露出水面的交替狀態，特別是在水位較低的夏季期間，可由陸路接近教堂遺址。

## 重建計畫
2014年，史高比耶的Teatrix公司宣布計畫將聖尼古拉教堂改建為旅遊景點，預計保留原本結構並重建牆壁和屋頂。

## 圖輯
內部

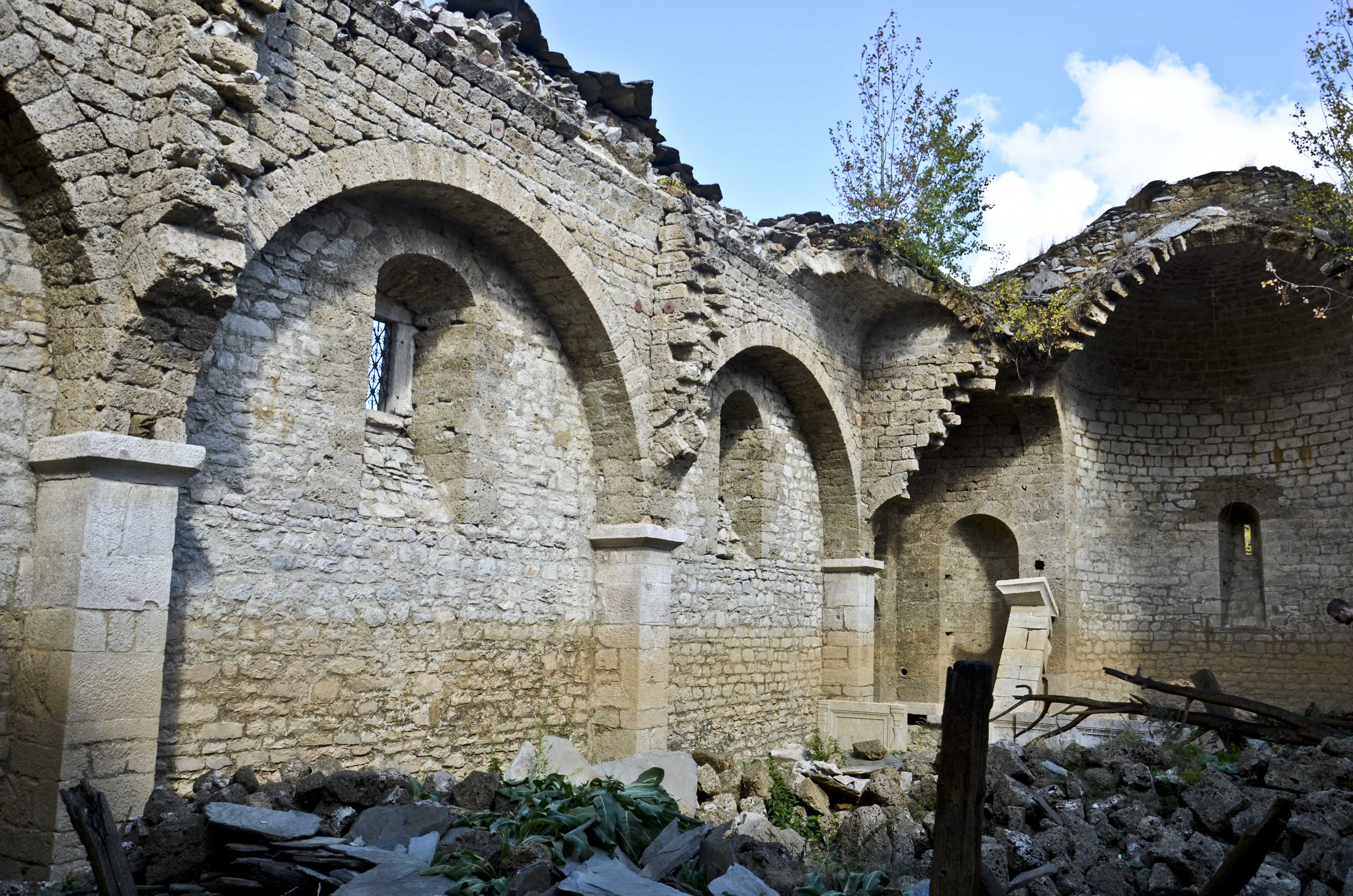
教堂內部
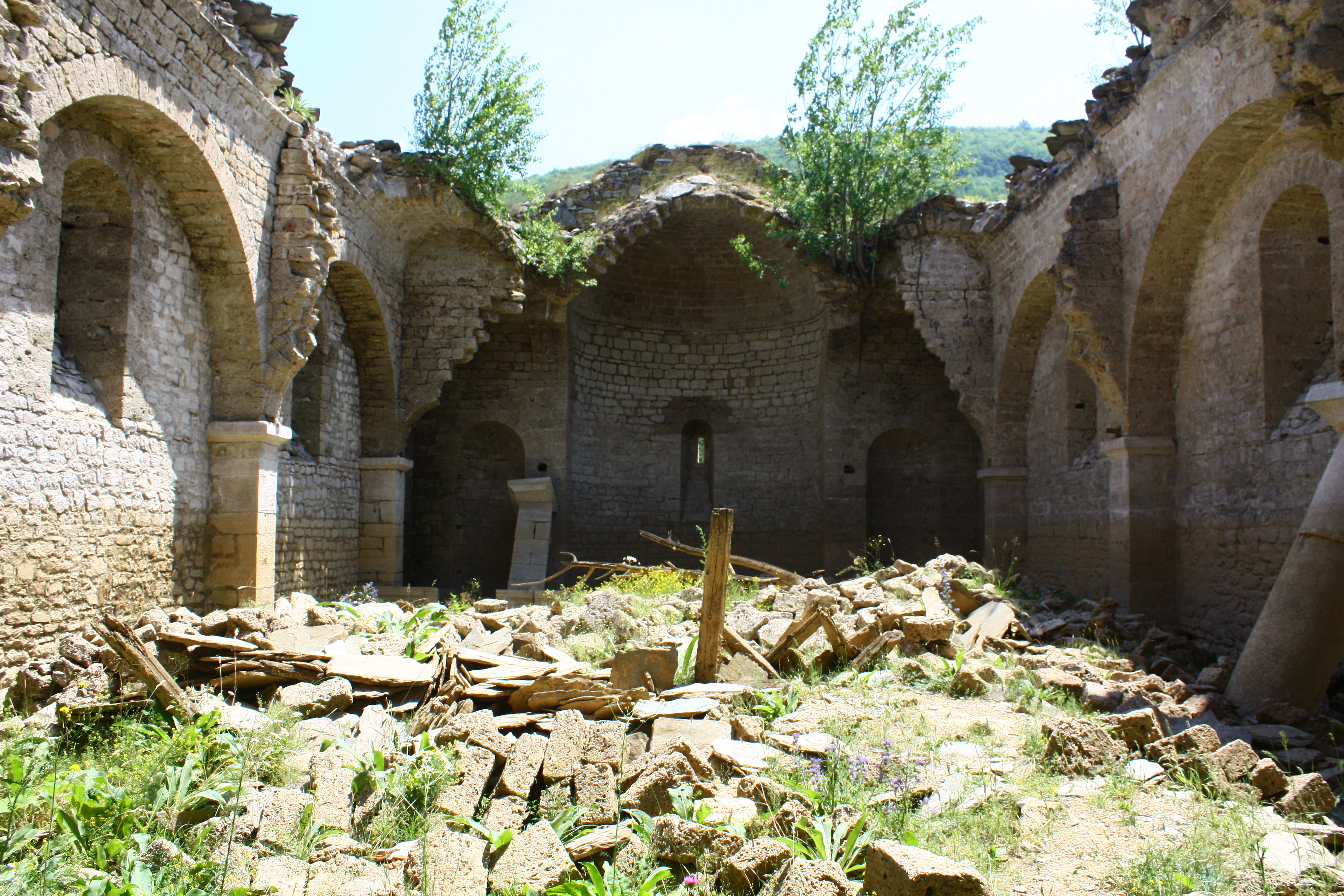
教堂內部
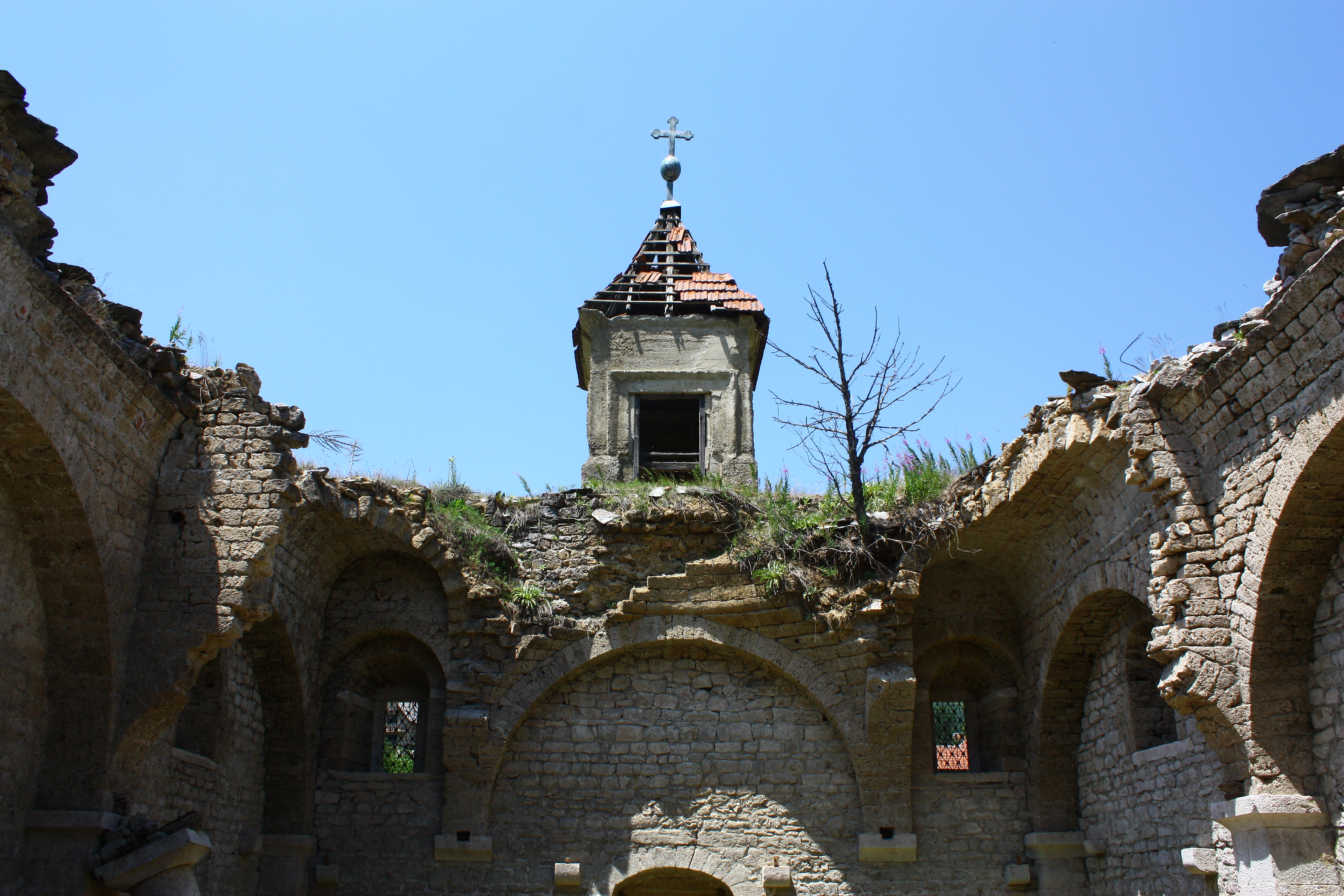
自教堂內部望向鐘樓
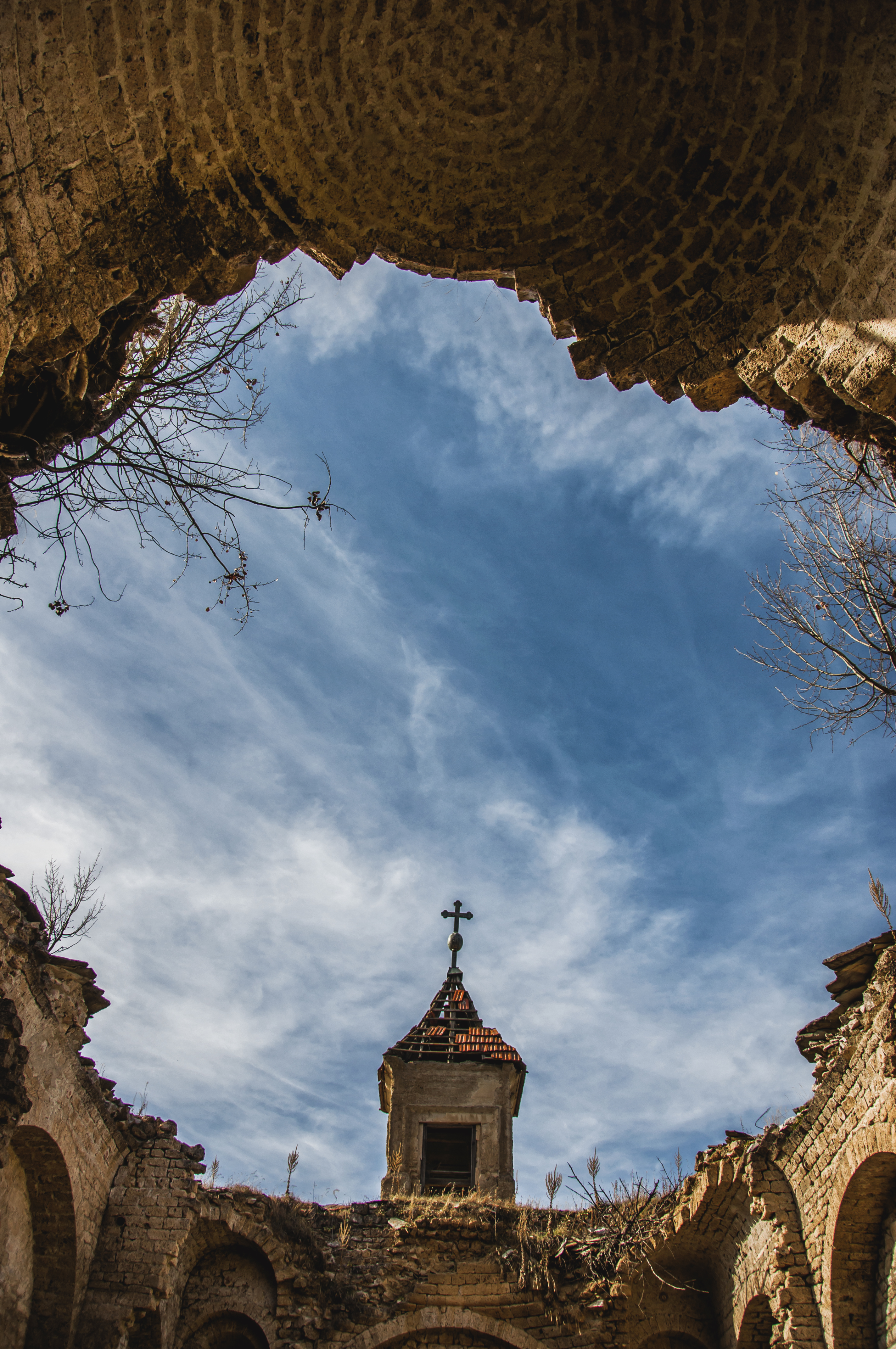
自教堂內部望向鐘樓
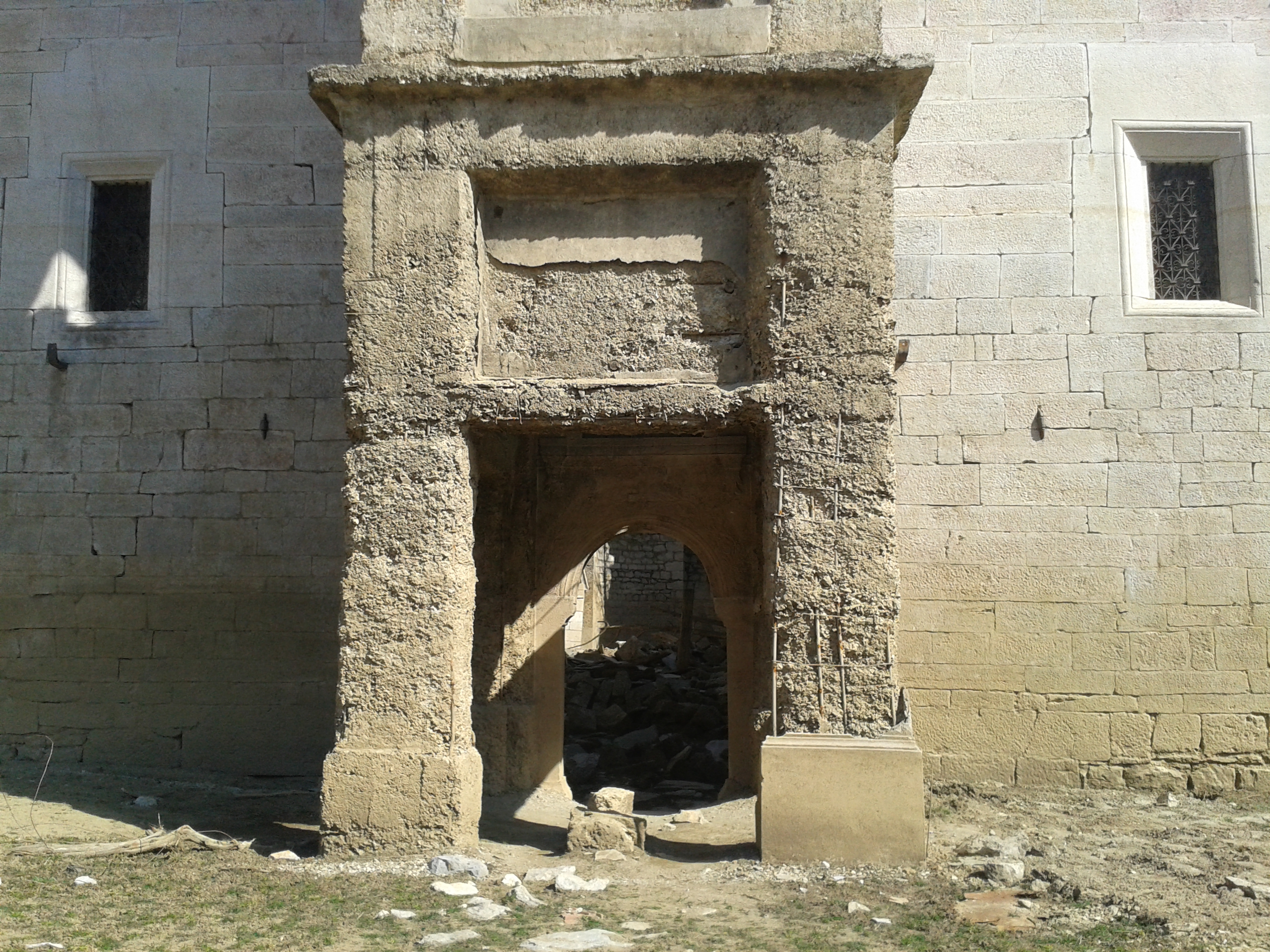
教堂內部

外觀

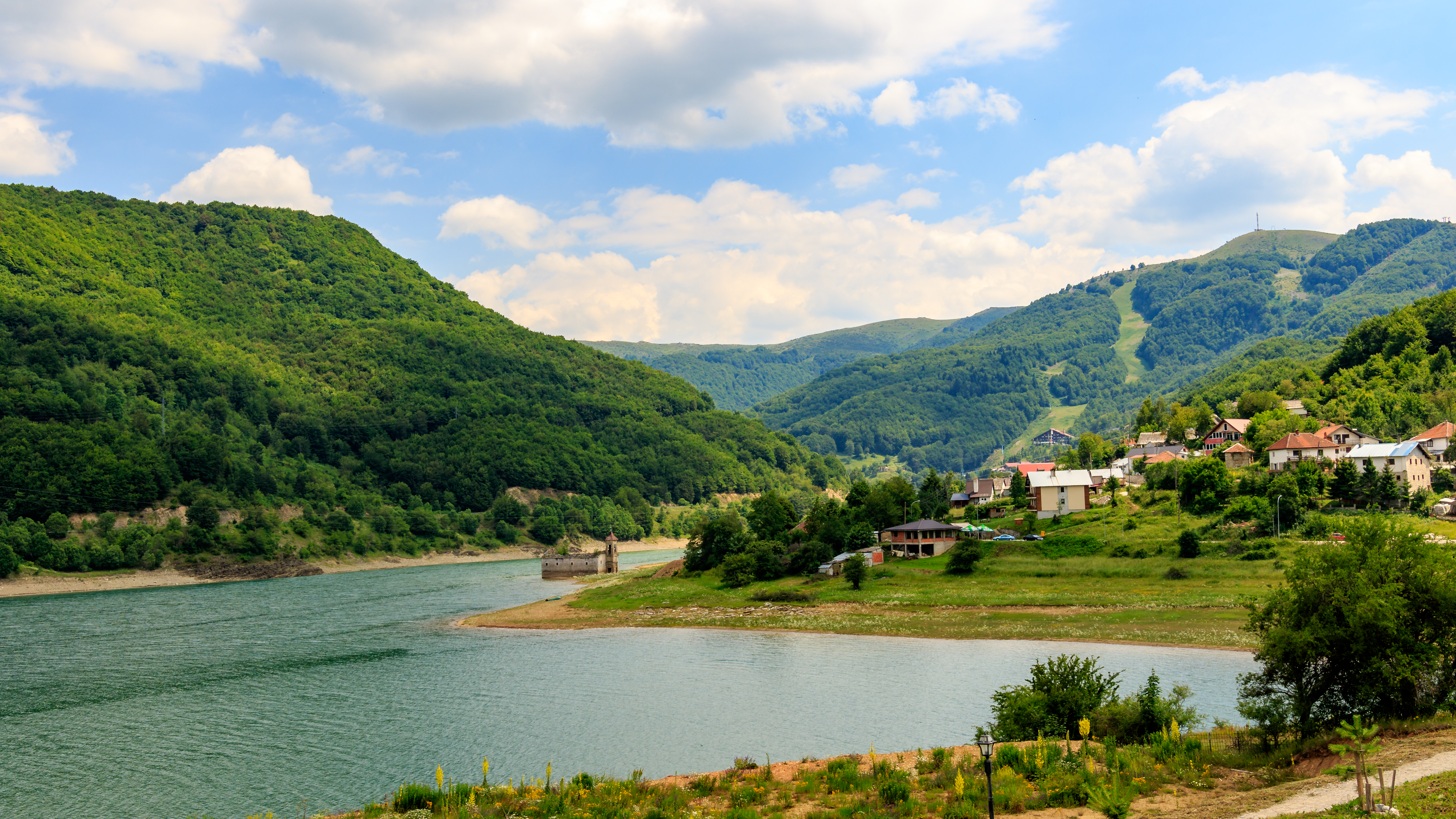
教堂和馬夫羅沃一景
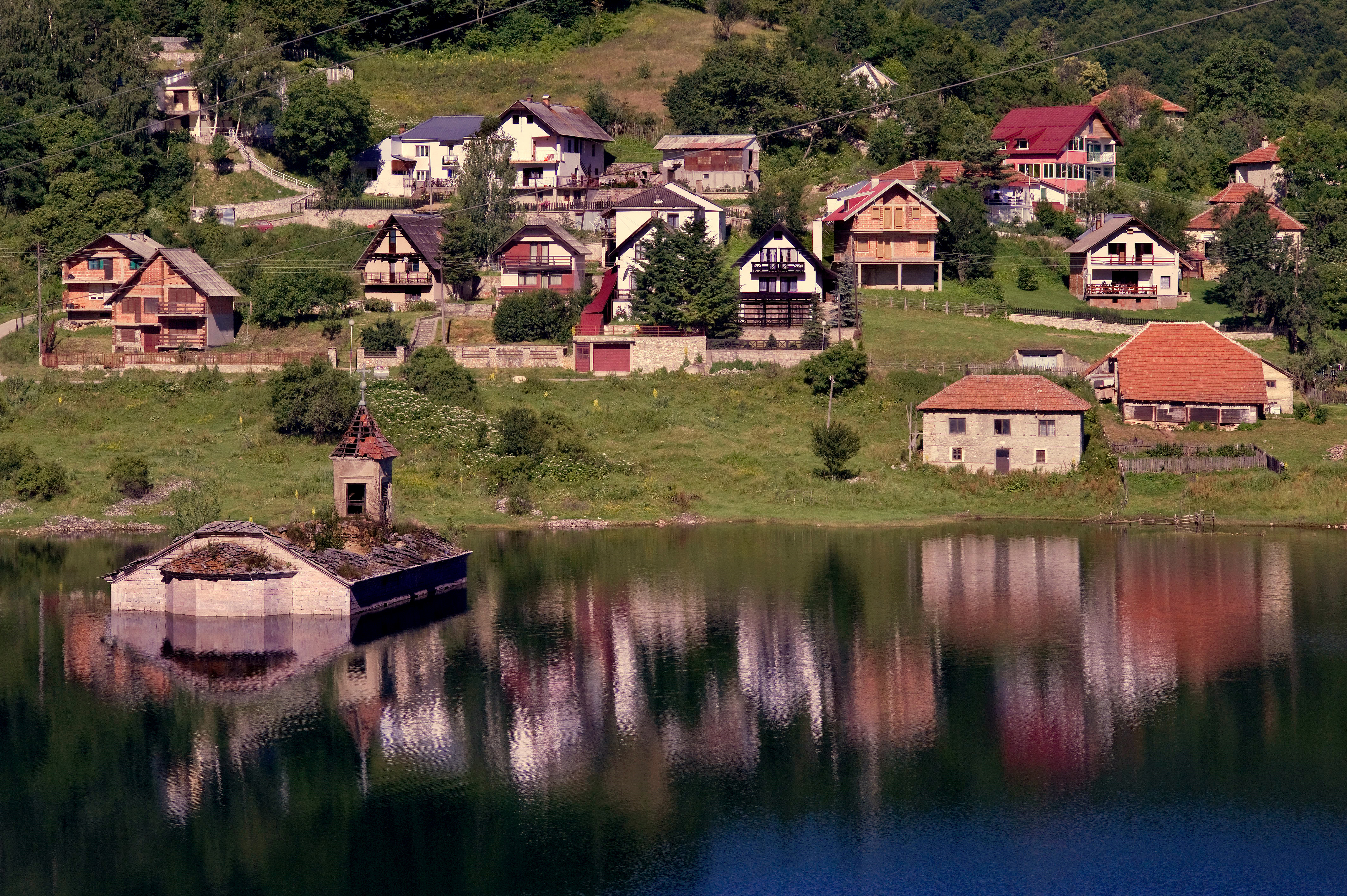
以馬夫羅沃為景的教堂
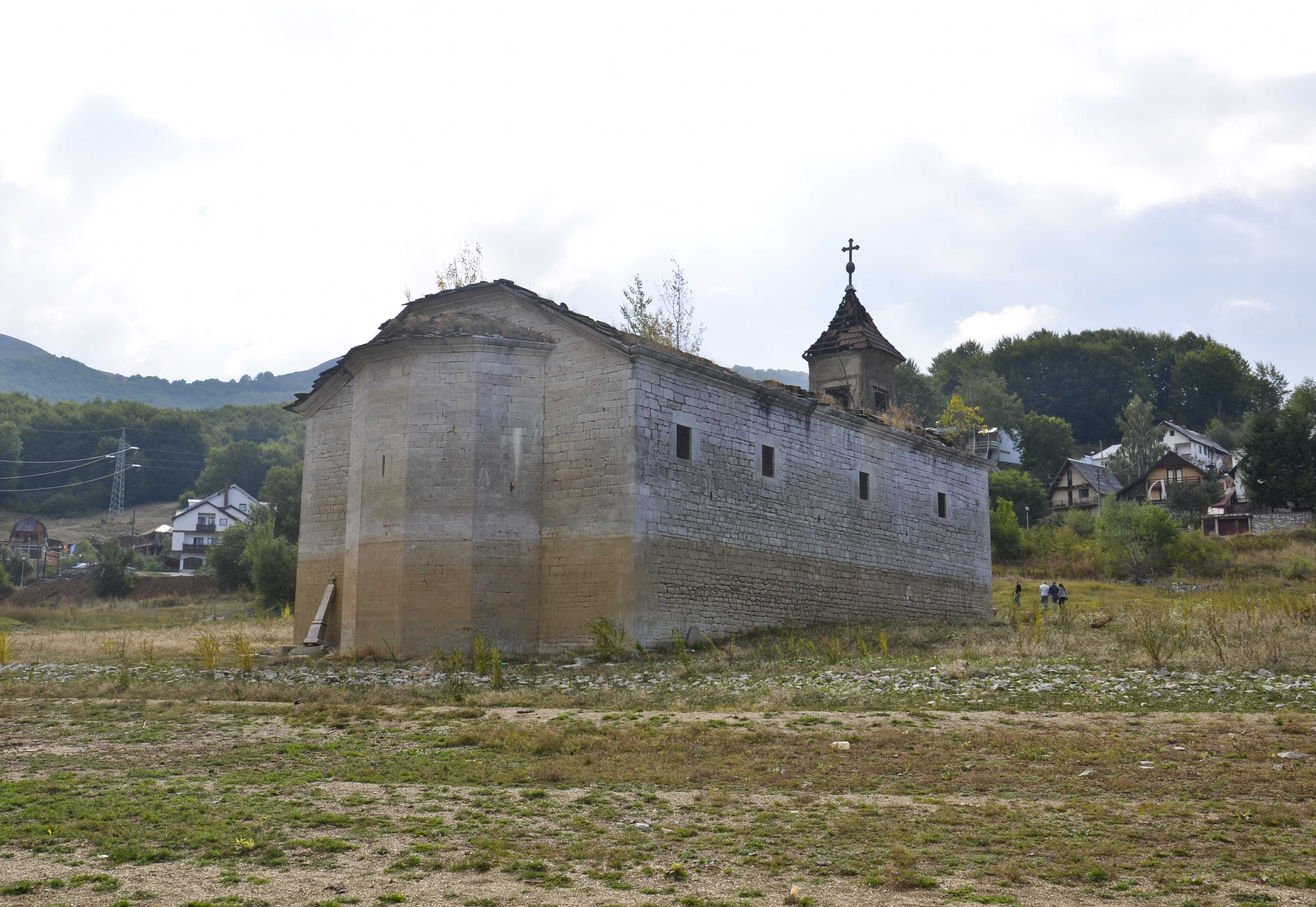
未被淹沒的教堂
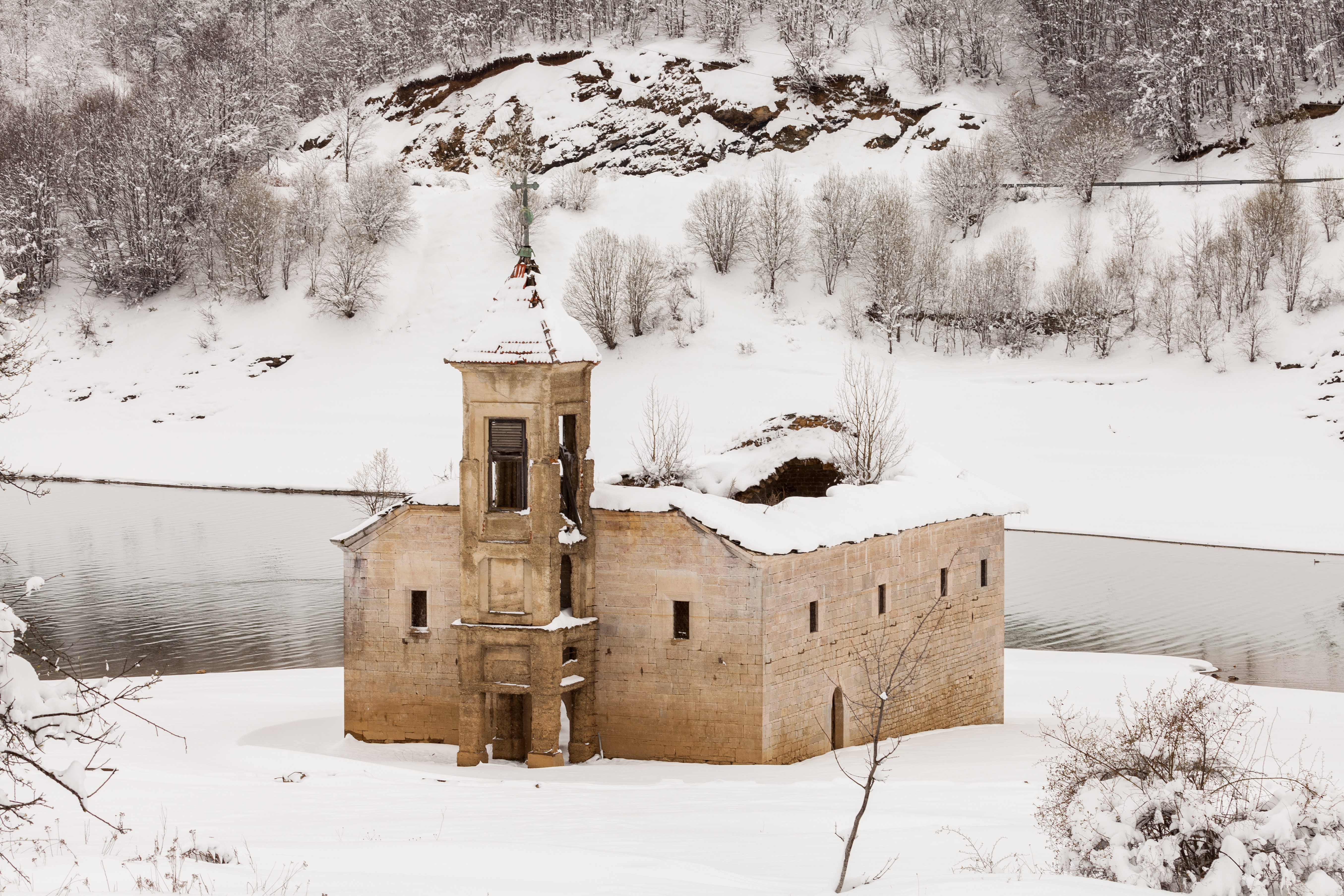
冬季的教堂
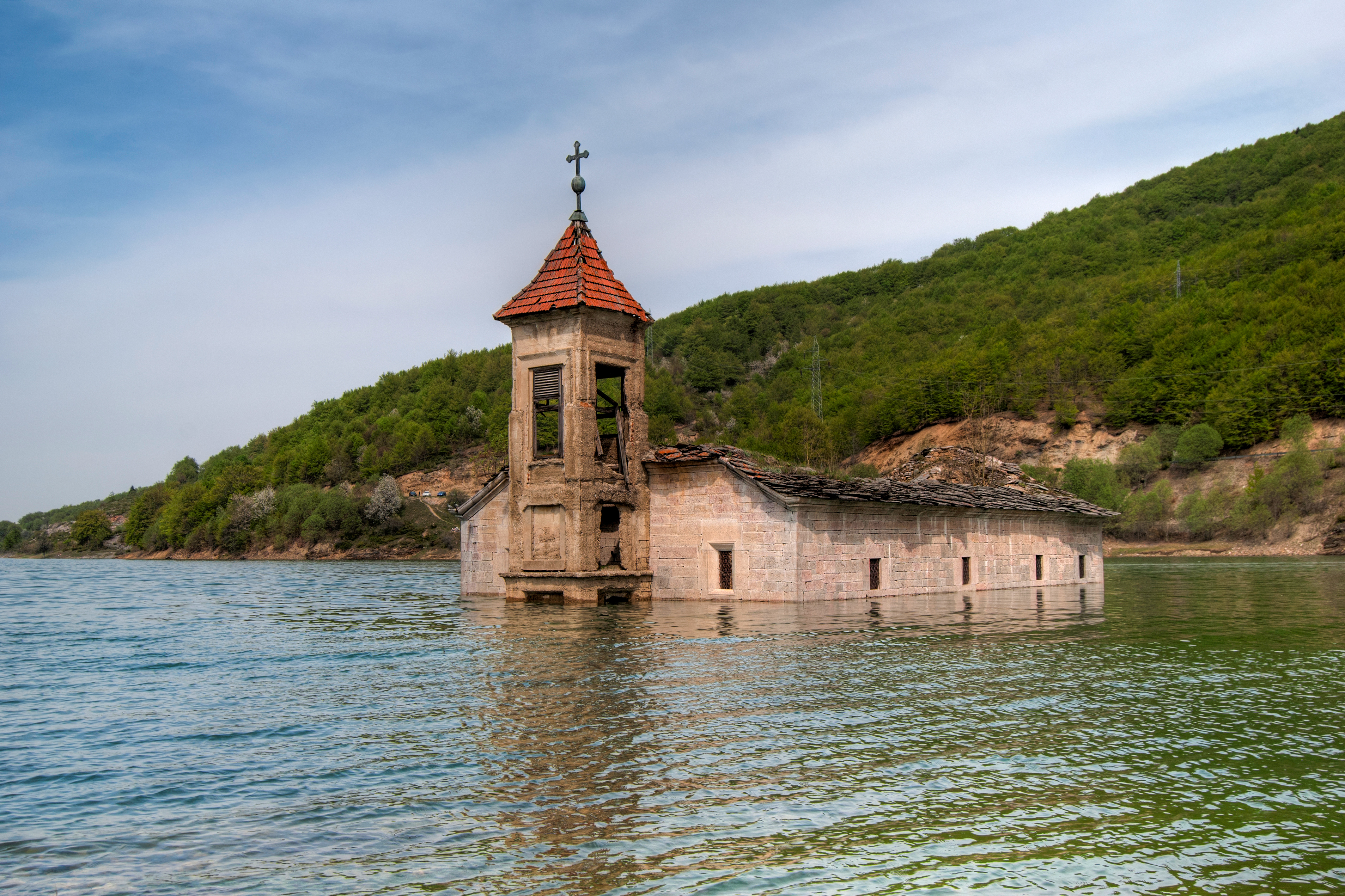
沒入水下的教堂